# Scopula fulminataria
Scopula fulminataria là một loài bướm đêm trong họ Geometridae.